# Dobrzyń (Przewóz)
Dobrzyń (deutsch Dobers, sorbisch Dobra Wjes) ist ein Ort in der Landgemeinde Przewóz im Powiat Żarski der Woiwodschaft Lebus in Polen.

## Geographie
Dobrzyń liegt im polnischen Teil der Oberlausitz südlich von Przewóz (Priebus) an der Lausitzer Neiße. Zwischen der Ortschaft und dem Fluss liegt ein breites Wiesental, das vor Überschwemmungen schützt. Nachbarorte sind Bucze (Buchwalde) im Norden, Lipna (Leippa) im Osten und Sanice (Sänitz) im Süden. Auf der deutschen Neißeseite liegen Steinbach im Südwesten und Klein Priebus im Nordwesten. Im Norden liegen von Bucze bis Dobrzyń die Doberschen Berge.

## Geschichte

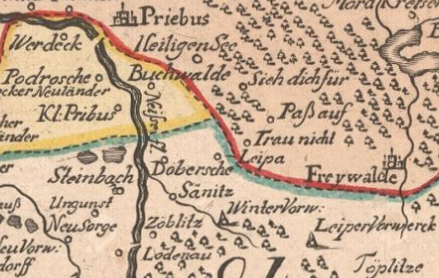
Ausschnitt der Karte des Priebussischen Kreises nebst der Herrschaft Muskau, 1745: Dobersche

Die urkundliche Ersterwähnung des Ortes erfolgte 1417 unter dem Namen Doberwys, von Sorbisch dobra wjes, „gutes Dorf“. Das Dorf musste 1427 für den Kampf im Hussitenkrieg 23 Mann, zwei Hauptleute und einen Wagen stellen. Das Dorf war in die zwei Rittergüter Nieder- und Ober-Dobers geteilt, die erst 1742 im Vorfrieden von Breslau vereinigt wurden.
Die Gemeinde war in der nahegelegenen schlesischen Landstadt Priebus im benachbarten Fürstentum Sagan eingepfarrt. Als dort 1668 die evangelische Kirche im Zuge der Gegenreformation geschlossen wurde, wechselte sie zur Kirchgemeinde Podrosche. In den 1830ern wurde Dobers in die östlich benachbarte Kirche von Leippa eingepfarrt, die 1807/1808 erbaut worden ist.
Während der Befreiungskriege kämpfte die Sächsische Armee an der Seite der Napoleonischen Armee, weshalb das Königreich Sachsen durch Festlegung des Wiener Kongresses 1815 weite Landesteile abtreten musste. So kam Dobers an Preußen und wurde 1816 in den Landkreis Rothenburg (Ob. Laus.) eingegliedert.
Durch den Bau der Kleinbahn Horka–Rothenburg–Priebus erhielt Dobers zusammen mit Leippa 1908 einen Bahnhof.
Am 1. April 1938 gab es im Landkreis mehrere Gemeindezusammenschlüsse, unter anderem wurde Dobers nach Sänitz eingegliedert.
Als nach dem Ende des Zweiten Weltkriegs die Oder-Neiße-Linie infolge der Westverschiebung Polens die neue Grenze zwischen Deutschland und Polen bildete, kam Dobers unter dem Namen Dobrzyń unter polnische Verwaltung.
In der 1975 durchgeführten Verwaltungsreform wurde Dobrzyń der Woiwodschaft Grünberg zugeordnet.

### Ortsname
Überlieferte Namensformen sind unter anderem Doberwys (1417), Dabrawiss (1420), Dobirwiss (1421), Dobrwuss (1424), Doberwes (1509), Dobris (1521), Doberwus und Doberwitz (1521). Der Name leitet sich von den altslawischen Wörtern dobrŭ ‘gut’ und vĭsĭ ‘Dorf’ ab. Wenn die entsprechenden obersorbischen Wörter dobra wjes zusammen geschrieben werden, ergibt sich mit Dobrawjes eine den urkundlichen Formen sehr ähnliche Schreibweise. Der Ort wäre damit ein ‘Gutdorf’.

## Persönlichkeiten
- Carl Theodor Hahn (* 1809 in Dobers; † 1864 in Berlin), Organist und Komponist